# Festival di Sanremo 1982
Il trentaduesimo Festival di Sanremo si svolse al teatro Ariston di Sanremo (Liguria) dal 28 al 30 gennaio 1982 con la conduzione, per la terza volta consecutiva, di Claudio Cecchetto, affiancato dall'allora debuttante Patrizia Rossetti, arrivata alla conduzione della kermesse dopo la vittoria del concorso Una valletta per Sanremo, andato in onda pochi mesi prima all'interno di Domenica in.
La scenografia fu curata da Enzo Somigli, che realizzò un impianto più simile ad una discoteca che a un teatro, con l'utilizzo di alta tecnologia per l'impianto luminoso, il più costoso mai realizzato fino ad allora, e luci stroboscopiche, attrattive tipiche proprio delle discoteche della fine degli anni settanta e degli anni ottanta. La regia televisiva era di Antonio Moretti.
L'edizione vide l'esordio di due interpreti che nel corso del decennio conobbero il grande successo: Vasco Rossi con Vado al massimo, classificatosi alla finale pur non raggiungendo il podio, e Zucchero, in gara con Una notte che vola via, con il medesimo destino del collega.
L'Orchestra Casadei avrebbe dovuto partecipare per la seconda volta alla manifestazione (avendovi già preso parte nel 1974) ma, all'ultimo momento, le venne preferita Lene Lovich che, secondo le prime indiscrezioni, avrebbe dovuto partecipare alla manifestazione come superospite internazionale ma, dovendo presentare un brano scritto da un autore italiano, fu poi iscritta fra i cantanti in gara con la sua Blue Hotel. Mal fu invece chiamato a rimpiazzare Sammy Barbot che, selezionato tra i partecipanti, diede successivamente forfait.
Ampiamente preannunciata dalla stampa dell'epoca, la vittoria di questa edizione andò a Riccardo Fogli con il brano Storie di tutti i giorni, composta dallo stesso artista insieme con Maurizio Fabrizio e Guido Morra; seconda si piazzò la coppia (artistica e, all'epoca, anche sentimentale) Al Bano e Romina Power con  Felicità, che incontrò un grande successo di vendite e divenne una delle canzoni più famose del sodalizio; terzo fu Drupi, coautore della canzone in gara Soli insieme a due firme storiche dei New Trolls, Gianni Belleno e Vittorio De Scalzi.
Fu l'edizione che vide l'istituzione del Premio della critica, nato in circostanze casuali: la stampa accreditata decise spontaneamente di premiare Mia Martini che interpretò E non finisce mica il cielo, scritta per lei da Ivano Fossati; fu la prima delle tre vittorie di tale premio per la cantante alla quale, dal 1996, un anno dopo la sua morte, fu definitivamente intitolato. Nonostante il successo ottenuto, per la Martini, subito dopo il Festival, si aprì un lungo e sofferto periodo d'ostracismo da parte dell'ambiente musicale italiano, legato alla diceria di portare sfortuna, periodo che si concluderà solo sette anni dopo con una nuova partecipazione al Festival che la riportò al successo.
Per la prima volta due ospiti si collegarono via satellite con il Festival: i Kiss da New York e Maurice Gibb dei Bee Gees in diretta da Las Vegas.

## Partecipanti

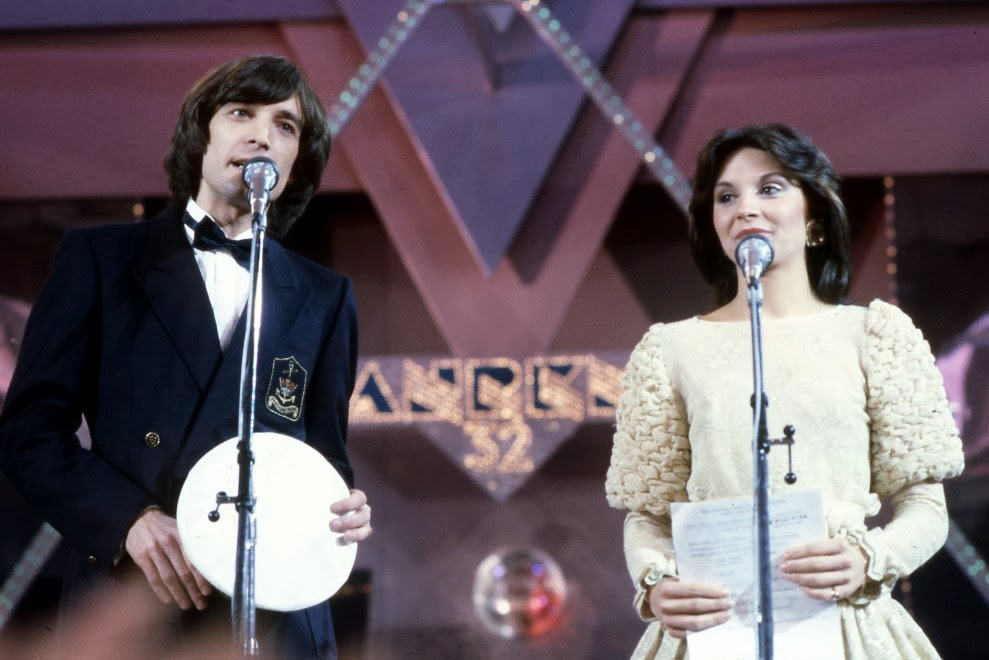
I conduttori del Festival Claudio Cecchetto e Patrizia Rossetti

| Interprete             | Ultime partecipazioni al Festival  |
| ---------------------- | ---------------------------------- |
| Al Bano e Romina Power | 1974 e 1976                        |
| Anna Oxa               | 1978                               |
| Bobby Solo             | 1981                               |
| Christian              | Esordiente                         |
| Claudio Villa          | 1970                               |
| Drupi                  | 1976                               |
| Elisabetta Viviani     | Esordiente                         |
| Fiordaliso             | Esordiente                         |
| Giuseppe Cionfoli      | Esordiente                         |
| Jimmy Fontana          | 1967                               |
| Julie                  | Esordiente                         |
| Le Orme                | Esordienti                         |
| Lene Lovich            | Esordiente                         |
| Mal                    | 1971                               |
| Marina Lai             | Esordiente                         |
| Mario Castelnuovo      | Esordiente                         |
| Mia Martini            | Esordiente                         |
| Michele Zarrillo       | 1981                               |
| Milk and Coffee        | Esordienti                         |
| Orietta Berti          | 1981                               |
| Piero Cassano          | 1978 (come membro dei Matia Bazar) |
| Plastic Bertrand       | Esordiente                         |
| Riccardo Del Turco     | 1969                               |
| Riccardo Fogli         | 1974                               |
| Rino Martinez          | Esordiente                         |
| Roberto Soffici        | Esordiente                         |
| Stefano Sani           | Esordiente                         |
| Vasco Rossi            | Esordiente                         |
| Viola Valentino        | Esordiente                         |
| Zucchero Fornaciari    | Esordiente                         |

## Classifica, canzoni e cantanti
| Posizione | Interprete             | Canzone                      | Autori                                               |
| --------- | ---------------------- | ---------------------------- | ---------------------------------------------------- |
| 1º        | Riccardo Fogli         | Storie di tutti i giorni     | R. Fogli, G. Morra e M. Fabrizio                     |
| 2º        | Al Bano e Romina Power | Felicità                     | C. Minellono, G. De Stefani e D. Farina              |
| 3º        | Drupi                  | Soli                         | G. Anelli, G. Belleno e V. De Scalzi                 |
| 4º        | Giuseppe Cionfoli      | Solo grazie                  | G. Cionfoli                                          |
| 5º        | Christian              | Un'altra vita un altro amore | M. Balducci                                          |
| 6°        | Milk & Coffee          | Quando incontri l'amore      | S. Subelli e I. Polizzy, C. Natili e G. Nisi         |
| F         | Jimmy Fontana          | Beguine                      | F. Migliacci, E. Sbriccoli, L. Greco e L. Pellegrino |
| F         | Lene Lovich            | Blue Hotel                   | Goldsand                                             |
| F         | Elisabetta Viviani     | C'è                          | M. Balducci                                          |
| F         | Mia Martini            | E non finisce mica il cielo  | I. Fossati                                           |
| F         | Anna Oxa               | Io no                        | O. Avogadro e M. Lavezzi                             |
| F         | Stefano Sani           | Lisa                         | J. Iozzo, Z. Fornaciari e F. Marsella                |
| F         | Le Orme                | Marinai                      | A. Salerno, D'Amico, A. Pagliuca e A. Tagliapietra   |
| F         | Riccardo Del Turco     | Non voglio ali               | R. Del Turco                                         |
| F         | Plastic Bertrand       | Ping pong                    | Depsa, G. Pirazzoli e G. Fasano                      |
| F         | Viola Valentino        | Romantici                    | G. Morra e M. Fabrizio                               |
| F         | Mal                    | Sei la mia donna             | C. Minellono, D. Sorrenti e G. Santamaria            |
| F         | Mario Castelnuovo      | Sette fili di canapa         | M. Castelnuovo                                       |
| F         | Roberto Soffici        | Strano momento               | R. Soffici e A. Lo Vecchio                           |
| F         | Bobby Solo             | Tu stai                      | R. Satti                                             |
| F         | Zucchero Fornaciari    | Una notte che vola via       | Z. Fornaciari e C. D'Apruzzo                         |
| F         | Vasco Rossi            | Vado al massimo              | V. Rossi                                             |
| NF        | Orietta Berti          | America in                   | D. Pace, M. Panzeri e C. Conti                       |
| NF        | Rino Martinez          | Biancaneve                   | P. Dossena e R. Martinez                             |
| NF        | Marina Lai             | Centomila amori miei         | Minimum, A. Cogliati e C. Castellari                 |
| NF        | Julie                  | Cuore bandito                | E. Palumbo e D. Sebastiani                           |
| NF        | Claudio Villa          | Facciamo la pace             | C. Villa e R. Ferri                                  |
| NF        | Piero Cassano          | Non arrenderti mai           | V. Pallavicini, L. Albertelli e P. Cassano           |
| NF        | Michele Zarrillo       | Una rosa blu                 | P. Cassella, M. Zarrillo e T. Savio                  |
| NF        | Fiordaliso             | Una sporca poesia            | G. Pirazzoli, G. Fasano e Depsa                      |

## Regolamento
30 cantanti in gara divisi in due categorie: Il "Gruppo A" e il "Gruppo B". I 14 membri del gruppo B vengono ammessi automaticamente alla finale, mentre il gruppo A, composto da 16 concorrenti, viene dimezzato nel corso delle prime due serate attraverso il voto delle giurie.

## Premi
- Premio della Critica: Mia Martini con E non finisce mica il cielo[4]

## Orchestra
Non presente. Gli artisti cantano su base musicale preregistrata.

## Sigla
- Che fico! – Pippo Franco (sigla di apertura)
- Ci siamo anche noi – Astrella D. (sigla di chiusura)

## Ospiti cantanti
Questi gli ospiti che si sono esibiti nel corso delle tre serate di questa edizione del Festival di Sanremo:
- Eccezzziunale...Veramente – Diego Abatantuono
- I Kinda Like Me – Gloria Gaynor
- Una rosa per te – Toshihiko Tahara
- Love Is Only Feeling – Donovan & Astrella Leiych
- Rock This Town – Stray Cats
- Solo una preghiera – Johnny Hallyday
- Stella fortuna – Marco Lucchinelli
- Survival – America
- Sweetheart – Marianne Faithfull
- I – Kiss
- Private eyes – Daryl Hall & John Oates
- Do You Wanna Spend the Night – Village People
- La frittata – Nino Manfredi
- Non succederà più – Claudia Mori
- Wildflower – Maurice Gibb
- Oh, Pretty Woman – Van Halen

## Il caso Claudio Villa
La prima serata del Festival vide l'eliminazione dalla gara di Claudio Villa. Secondo quanto raccontò anni dopo Claudio Cecchetto, Villa chiese insistentemente a Ravera di essere incluso nei partecipanti nonostante la rosa dei "big" fosse già stata chiusa e non vi erano quindi più posti disponibili. Cecchetto suggerì a Ravera di inserirlo nella categoria "Giovani", dicendosi sicuro che, data la sua popolarità e la sua lunga carriera, non corresse alcun rischio di essere eliminato. Con sorpresa di Ravera e dello stesso Cecchetto, le cose andarono diversamente: il "reuccio", sorpreso e amareggiato, chiese a Ravera di conoscere l'ubicazione e la composizione delle giurie che avevano decretato la sua esclusione ma, alla sua richiesta, Ravera affermò di non saperne nulla e che la competenza delle stesse era del comune di Sanremo; interrogata al riguardo, l'amministrazione comunale si dichiarò a sua volta estranea alla questione.
La controversia sulle giurie fantasma giunse dunque davanti al pretore di Sanremo, presso cui Villa, la mattina della finale, ebbe la possibilità di invalidare e far sospendere il Festival finché non fossero stati acquisiti e verificati i verbali delle giurie. In seguito alla mediazione dell'assessore al turismo della città ligure Giovanni Giuliano, Villa accettò infine di ritirare la richiesta di sospensione a patto che venisse sorteggiato uno degli esclusi e che si potesse esibire fuori gara durante la finale. Venne dunque sorteggiato Michele Zarrillo, il quale però, per volontà delle case discografiche, concordi nel non voler pubblicizzare ulteriormente la controversia, non si presentò nonostante la valletta Patrizia Rossetti lo avesse chiamato sul palco.

## Imprevisti
- Vasco Rossi, alla fine della sua esibizione nella prima serata, infilò il microfono in tasca con l'intento di consegnarlo dietro le quinte al cantante che si sarebbe esibito dopo di lui (Christian) ma, essendo il filo di quest'ultimo troppo corto, il microfono cadde sul palcoscenico, provocando un tonfo sordo (tale gesto provocò scandalo in quanto fu all'epoca interpretato come un segno di sfregio del rocker nei confronti del pubblico), e dovette essere raccolto dallo stesso Christian, davanti a tutto il pubblico dell'Ariston.
- Un episodio simile coinvolse Tony Pagliuca delle Orme, che si rese misteriosamente irreperibile e fu sostituito sul palco da Roberto Colombo, che finse di suonare le tastiere: le telecamere gli inquadrarono solamente le mani.[2]
- Durante la prima serata del Festival, il cantante Al Bano, non ricordandosi le parole della canzone Felicità, fece cantare a sua moglie Romina Power un pezzo della sua parte, tra le risate del pubblico. Visibili anche agli occhi dei telespettatori i labiali di Romina che suggerisce ogni verso da cantare.

## Piazzamenti in classifica dei singoli[9]
| Artista                | Singolo                      | Italia (Massima posizione raggiunta) | Italia (Posizione annuale) |
| ---------------------- | ---------------------------- | ------------------------------------ | -------------------------- |
| Al Bano & Romina Power | Felicità                     | 1                                    | 12                         |
| Riccardo Fogli         | Storie di tutti i giorni     | 1                                    | 14                         |
| Christian              | Un'altra vita un altro amore | 5                                    | 21                         |
| Giuseppe Cionfoli      | Solo grazie                  | 5                                    | 29                         |
| Plastic Bertrand       | Ping pong                    | 6                                    | 41                         |
| Stefano Sani           | Lisa                         | 7                                    | 39                         |
| Pippo Franco           | Che fico!                    | 10                                   | 61                         |
| Drupi                  | Soli                         | 11                                   | 63                         |
| Anna Oxa               | Io no                        | 18                                   | 72                         |
| Vasco Rossi            | Vado al massimo              | 23                                   | 97                         |
| Mia Martini            | E non finisce mica il cielo  | 25                                   | 85                         |
| Le Orme                | Marinai                      | 27                                   | 78                         |
| Viola Valentino        | Romantici                    | 29                                   | 94                         |
| Fiordaliso             | Una sporca poesia            | 35                                   | -                          |
| Jimmy Fontana          | Beguine                      | 49                                   | -                          |

- N.B.: Per visualizzare la tabella ordinata secondo la posizione in classifica, cliccare sul simbolo accanto a "Massima posizione raggiunta" o a "Posizione annuale".

## Esclusi
Come ogni anno non esiste un elenco ufficiale dei cantanti esclusi. Dalle notizie riportate dalla stampa, risulta che le canzoni pervenute sarebbero state 135. Tra gli esclusi: Nicola Di Bari, Mario Tessuto, Gino Santercole, Wilma Goich, Pandemonium, I Romans, Marina Occhiena, Enzo Avallone, I Camaleonti, I Cugini di Campagna, Mino Reitano, Pino D'Angiò, Toni Santagata, Franco Dani, Raoul Casadei, I Gufi, Gianni Morandi, Ivan Graziani, Adriano Pappalardo, Bruno Lauzi, Little Tony, Gilda Giuliani.